# 9539 Prishvin
9539 Prishvin (1982 UE7) là một tiểu hành tinh vành đai chính được phát hiện ngày 21 tháng 10 năm 1982 bởi L. G. Karachkina ở Nauchnyj.